# Vittorio Carioli
Vittorio Carioli (Treviglio, 13 gennaio 1943 – Monza, 22 novembre 1991) è stato un calciatore italiano, di ruolo centrocampista.

## Carriera
Cresce calcisticamente nella Trevigliese, passando all'Atalanta nella stagione 1960-1961, società con cui debutta in Serie A e nella quale vince una Coppa Italia nel 1962-1963.
Nei tre anni in neroazzurro tuttavia colleziona poche presenze, venendo quindi ceduto al Potenza in Serie B, squadra con cui disputa tre campionati consecutivi.
Termina la carriera in Serie D alla Pro Sesto.
Riposa al Cimitero Urbano di Monza.
Nel 2004 la giunta comunale del comune di Treviglio ha deciso di nominare un campo del centro sportivo in suo onore.

## Palmarès

### Club

#### Competizioni nazionali
- Coppa Italia: 1

Atalanta: 1962-1963

#### Competizioni regionali
- Prima Categoria: 1

Trevigliese: 1959-1960